# Yoshinori Mutō
Yoshinori Mutō (武藤 嘉紀?, Mutō Yoshinori; Tokyo, 15 luglio 1992) è un calciatore giapponese, attaccante del Vissel Kōbe.
Con la nazionale giapponese è stato vicecampione d'Asia nel 2019.

## Biografia
Dopo aver iniziato a giocare a calcio nelle elementari, nel 2002 entra a far parte dell'Accademia dell'FC Tokyo, club in cui rimarrà fino al 2010, percorrendo tutte le squadre giovanili. Nel 2011 si iscrive alla facoltà d'Economia dell'Università Keio, continuando a giocare a calcio per la squadra universitaria, anche se come centrocampista. Già al primo anno inizia a segnare con frequenza, prima di essere bloccato da un infortunio al menisco.
Al termine della stagione, si aggiudica comunque il titolo di "Rookie of the Year", ovvero il premio al miglior giocatore fra quelli al primo anno.

## Carriera

### Club
Nel 2012 e nel 2013 l'FC Tokyo lo include come "Special Designated Player", una formula che permette ai club di JLeague di avere tra le riserve un giocatore universitario pur senza averlo sotto contratto. Di fatto, in 2 anni disputa solamente un finale di partita nel luglio 2013.
Nel 2014 viene tesserato ufficialmente dall'FC Tokyo, che gli assegna la maglia numero 14 e il primo contratto da professionista.
L'allenatore Massimo Ficcadenti decide di schierarlo immediatamente dalla prima giornata, e a fine stagione Mutō colleziona 33 presenze e 13 reti in campionato, più 5 presenze e una rete nella Nabisco Cup, alternandosi in attacco come esterno e seconda punta. A fine stagione viene incluso nella "Top 11" del campionato.
Il 30 maggio 2015 passa ai tedeschi del Magonza. Il 31 ottobre 2015 realizza tre reti nel pareggio per 3-3 con l'Augusta, divenendo il secondo calciatore nipponico dopo Naohiro Takahara a segnare una tripletta in Bundesliga.
Il 2 agosto 2018, dopo avere ottenuto il permesso di lavoro per il Regno Unito pochi giorni prima, firma per il Newcastle United. Realizza il suo primo gol per i Magpies il 6 ottobre 2018 nella sconfitta per 3-2 in casa del Manchester United.
Dopo due anni in cui trova poco spazio a Newcastle, e in cui il gol al Manchester è stato l'unico in Premier della sua esperienza, il 16 settembre 2020 viene ceduto in prestito all'Eibar.
A fine prestito fa ritorno al club inglese, con cui risolve il proprio contratto il 3 agosto 2021. Quattro giorni più tardi viene annunciato il suo ritorno in patria, vestendo la maglia del Vissel Kōbe, club militante nella massima divisione giapponese. Il 25 novembre 2023, grazie alla vittoria casalinga per 2-1 del Vissel Kōbe contro il Nagoya Grampus (dove riesce a mettere a segno la rete del 2-0), si aggiudica con una giornata di anticipo il primo campionato della sua carriera, così come il primo della storia per il club amaranto.

### Nazionale

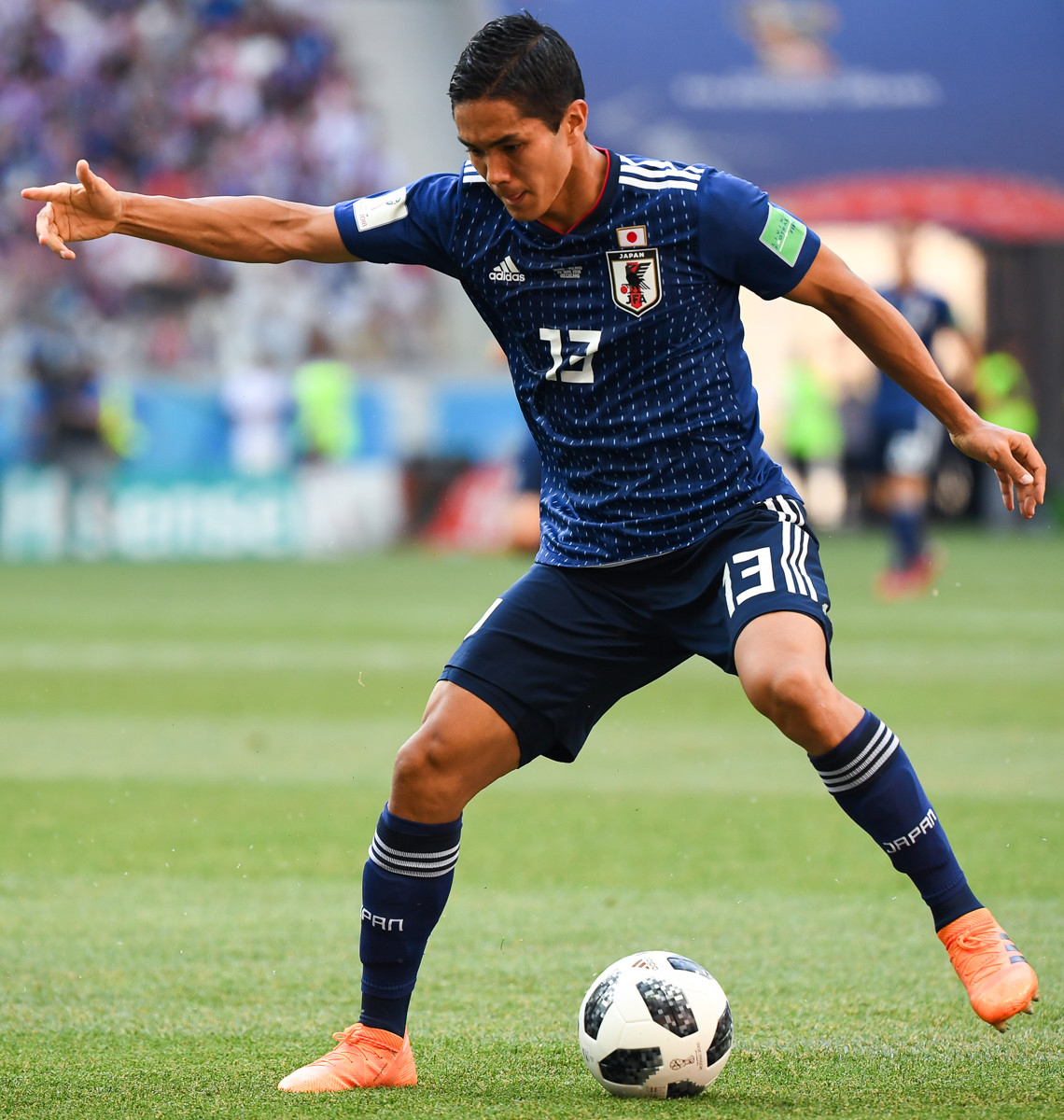
Mutō al campionato del mondo 2018.

La prima chiamata in Nazionale avviene nel Settembre 2014, prima di un'amichevole tra Giappone e Uruguay. Segna la sua prima rete nella partita successiva contro il Venezuela, dopo essere subentrato dalla panchina.
Viene incluso nel roster della Coppa d'Asia 2015, dove accumula 4 presenze.
Convocato per i Mondiali 2018, gioca solo una delle 4 gare dei nipponici (precisamente quella contro la Polonia ai gironi), eliminati agli ottavi dal Belgio.
Il 20 dicembre 2018 viene convocato per la Coppa d'Asia 2019 in sostituzione dell'infortunato Takuma Asano. Nel corso della competizione segna un gol nel 2-1 contro l'Uzbekistan ai gironi.

## Statistiche

### Presenze e reti nei club
Statistiche aggiornate al 8 dicembre 2024.
| Stagione             | Squadra              | Campionato           | Campionato | Campionato | Coppe nazionali | Coppe nazionali | Coppe nazionali | Coppe continentali | Coppe continentali | Coppe continentali | Altre coppe | Altre coppe | Altre coppe | Totale | Totale |
| Stagione             | Squadra              | Comp                 | Pres       | Reti       | Comp            | Pres            | Reti            | Comp               | Pres               | Reti               | Comp        | Pres        | Reti        | Pres   | Reti   |
| -------------------- | -------------------- | -------------------- | ---------- | ---------- | --------------- | --------------- | --------------- | ------------------ | ------------------ | ------------------ | ----------- | ----------- | ----------- | ------ | ------ |
| 2013                 | FC Tokyo             | J1                   | 1          | 0          | CG+CdL          | 0               | 0               | -                  | -                  | -                  | -           | -           | -           | 1      | 0      |
| 2014                 | FC Tokyo             | J1                   | 33         | 13         | CG+CdL          | 1+5             | 0+1             | -                  | -                  | -                  | -           | -           | -           | 39     | 14     |
| gen.-giu. 2015       | FC Tokyo             | J1                   | 17         | 10         | CdL             | 4               | 2               | -                  | -                  | -                  | -           | -           | -           | 21     | 12     |
| Totale FC Tokyo      | Totale FC Tokyo      | Totale FC Tokyo      | 51         | 23         |                 | 10              | 3               |                    | -                  | -                  |             | -           | -           | 61     | 26     |
| 2015-2016            | Magonza              | BL                   | 20         | 7          | CG              | 1               | 0               | -                  | -                  | -                  | -           | -           | -           | 21     | 7      |
| 2016-2017            | Magonza              | BL                   | 19         | 5          | CG              | 0               | 0               | UEL                | 2                  | 1                  | -           | -           | -           | 21     | 6      |
| 2017-2018            | Magonza              | BL                   | 27         | 8          | CG              | 3               | 2               | -                  | -                  | -                  | -           | -           | -           | 30     | 10     |
| Totale Magonza       | Totale Magonza       | Totale Magonza       | 66         | 20         |                 | 4               | 2               |                    | 2                  | 1                  |             | -           | -           | 72     | 23     |
| 2018-2019            | Newcastle Utd        | PL                   | 17         | 1          | FACup+CdL       | 0+1             | 0               | -                  | -                  | -                  | -           | -           | -           | 18     | 1      |
| 2019-2020            | Newcastle Utd        | PL                   | 8          | 0          | FACup+CdL       | 1+1             | 0+1             | -                  | -                  | -                  | -           | -           | -           | 10     | 1      |
| Totale Newcastle Utd | Totale Newcastle Utd | Totale Newcastle Utd | 25         | 1          |                 | 3               | 1               |                    | -                  | -                  |             | -           | -           | 28     | 2      |
| 2020-2021            | Eibar                | PD                   | 26         | 1          | CR              | 2               | 2               | -                  | -                  | -                  | -           | -           | -           | 28     | 3      |
| ago.-dic. 2021       | Vissel Kōbe          | J1                   | 14         | 5          | -               | -               | -               | -                  | -                  | -                  | -           | -           | -           | 14     | 5      |
| 2022                 | Vissel Kōbe          | J1                   | 26         | 6          | CG+CdL          | 2+0             | 0               | ACL                | 3                  | 1                  | -           | -           | -           | 31     | 7      |
| 2023                 | Vissel Kōbe          | J1                   | 34         | 10         | CG+CdL          | 4+1             | 1+0             | -                  | -                  | -                  | -           | -           | -           | 39     | 11     |
| 2024                 | Vissel Kōbe          | J1                   | 37         | 13         | CG+CdL          | 3+0             | 0               | ACL                | 3                  | 0                  | SG          | 0           | 0           | 43     | 13     |
| Totale Vissel Kōbe   | Totale Vissel Kōbe   | Totale Vissel Kōbe   | 111        | 34         |                 | 10              | 1               |                    | 6                  | 1                  |             | 0           | 0           | 127    | 36     |
| Totale carriera      | Totale carriera      | Totale carriera      | 279        | 79         |                 | 29              | 9               |                    | 8                  | 2                  |             | 0           | 0           | 316    | 90     |

### Cronologia presenze e reti in nazionale
| Cronologia completa delle presenze e delle reti in nazionale ― Giappone | Cronologia completa delle presenze e delle reti in nazionale ― Giappone | Cronologia completa delle presenze e delle reti in nazionale ― Giappone | Cronologia completa delle presenze e delle reti in nazionale ― Giappone | Cronologia completa delle presenze e delle reti in nazionale ― Giappone | Cronologia completa delle presenze e delle reti in nazionale ― Giappone | Cronologia completa delle presenze e delle reti in nazionale ― Giappone | Cronologia completa delle presenze e delle reti in nazionale ― Giappone |
| Data                                                                    | Città                                                                   | In casa                                                                 | Risultato                                                               | Ospiti                                                                  | Competizione                                                            | Reti                                                                    | Note                                                                    |
| ----------------------------------------------------------------------- | ----------------------------------------------------------------------- | ----------------------------------------------------------------------- | ----------------------------------------------------------------------- | ----------------------------------------------------------------------- | ----------------------------------------------------------------------- | ----------------------------------------------------------------------- | ----------------------------------------------------------------------- |
| 5-9-2014                                                                | Sapporo                                                                 | Giappone                                                                | 0 – 2                                                                   | Uruguay                                                                 | Amichevole                                                              | -                                                                       | 58’                                                                     |
| 9-9-2014                                                                | Yokohama                                                                | Giappone                                                                | 2 – 2                                                                   | Venezuela                                                               | Amichevole                                                              | 1                                                                       | 46’                                                                     |
| 10-10-2014                                                              | Niigata                                                                 | Giappone                                                                | 1 – 0                                                                   | Giamaica                                                                | Amichevole                                                              | -                                                                       | 74’                                                                     |
| 14-10-2014                                                              | Singapore                                                               | Giappone                                                                | 0 – 4                                                                   | Brasile                                                                 | Amichevole                                                              | -                                                                       | 52’                                                                     |
| 14-11-2014                                                              | Toyota                                                                  | Giappone                                                                | 6 – 0                                                                   | Honduras                                                                | Amichevole                                                              | -                                                                       | 46’                                                                     |
| 18-11-2014                                                              | Osaka                                                                   | Giappone                                                                | 2 – 1                                                                   | Australia                                                               | Amichevole                                                              | -                                                                       | 57’                                                                     |
| 12-1-2015                                                               | Newcastle                                                               | Giappone                                                                | 4 – 0                                                                   | Palestina                                                               | Coppa d'Asia 2015 - 1º turno                                            | -                                                                       | 58’                                                                     |
| 16-1-2015                                                               | Brisbane                                                                | Iraq                                                                    | 0 – 1                                                                   | Giappone                                                                | Coppa d'Asia 2015 - 1º turno                                            | -                                                                       | 90’                                                                     |
| 20-1-2015                                                               | Melbourne                                                               | Giappone                                                                | 2 – 0                                                                   | Giordania                                                               | Coppa d'Asia 2015 - 1º turno                                            | -                                                                       | 79’                                                                     |
| 23-1-2015                                                               | Sydney                                                                  | Giappone                                                                | 1 – 1 dts (4 – 5 dtr)                                                   | Emirati Arabi Uniti                                                     | Coppa d'Asia 2015 - Quarti di finale                                    | -                                                                       | 46’                                                                     |
| 27-3-2015                                                               | Oita                                                                    | Giappone                                                                | 2 – 0                                                                   | Tunisia                                                                 | Amichevole                                                              | -                                                                       | 72’                                                                     |
| 11-6-2015                                                               | Yokohama                                                                | Giappone                                                                | 4 – 0                                                                   | Iraq                                                                    | Amichevole                                                              | -                                                                       | 67’                                                                     |
| 16-6-2015                                                               | Saitama                                                                 | Giappone                                                                | 0 – 0                                                                   | Singapore                                                               | Qual. Mondiali 2018                                                     | -                                                                       | 78’                                                                     |
| 3-9-2015                                                                | Saitama                                                                 | Giappone                                                                | 3 – 0                                                                   | Cambogia                                                                | Qual. Mondiali 2018                                                     | -                                                                       | 66’                                                                     |
| 8-9-2015                                                                | Teheran                                                                 | Afghanistan                                                             | 0 – 6                                                                   | Giappone                                                                | Qual. Mondiali 2018                                                     | -                                                                       | 77’                                                                     |
| 8-10-2015                                                               | Seeb                                                                    | Siria                                                                   | 0 – 3                                                                   | Giappone                                                                | Qual. Mondiali 2018                                                     | -                                                                       | 85’                                                                     |
| 13-10-2015                                                              | Teheran                                                                 | Iran                                                                    | 1 – 1                                                                   | Giappone                                                                | Amichevole                                                              | 1                                                                       | 87’                                                                     |
| 12-11-2015                                                              | Singapore                                                               | Singapore                                                               | 0 – 3                                                                   | Giappone                                                                | Qual. Mondiali 2018                                                     | -                                                                       | 70’                                                                     |
| 6-9-2016                                                                | Bangkok                                                                 | Thailandia                                                              | 0 – 2                                                                   | Giappone                                                                | Qual. Mondiali 2018                                                     | -                                                                       | 82’                                                                     |
| 6-10-2017                                                               | Toyota                                                                  | Giappone                                                                | 2 – 1                                                                   | Nuova Zelanda                                                           | Amichevole                                                              | -                                                                       | 70’                                                                     |
| 10-10-2017                                                              | Yokohama                                                                | Giappone                                                                | 3 – 3                                                                   | Haiti                                                                   | Amichevole                                                              | -                                                                       | 80’                                                                     |
| 30-5-2018                                                               | Yokohama                                                                | Giappone                                                                | 0 – 2                                                                   | Ghana                                                                   | Amichevole                                                              | -                                                                       | 46’                                                                     |
| 8-6-2018                                                                | Lugano                                                                  | Svizzera                                                                | 2 – 0                                                                   | Giappone                                                                | Amichevole                                                              | -                                                                       | 40’                                                                     |
| 12-6-2018                                                               | Innsbruck                                                               | Giappone                                                                | 4 – 2                                                                   | Paraguay                                                                | Amichevole                                                              | -                                                                       | 64’                                                                     |
| 28-6-2018                                                               | Volgograd                                                               | Giappone                                                                | 0 – 1                                                                   | Polonia                                                                 | Mondiali 2018 - 1º turno                                                | -                                                                       | 82’                                                                     |
| 13-1-2019                                                               | Abu Dhabi                                                               | Oman                                                                    | 0 – 1                                                                   | Giappone                                                                | Coppa d'Asia 2019 - 1º turno                                            | -                                                                       | 57’                                                                     |
| 17-1-2019                                                               | al-'Ayn                                                                 | Giappone                                                                | 2 – 1                                                                   | Uzbekistan                                                              | Coppa d'Asia 2019 - 1º turno                                            | 1                                                                       | 33’ 85’                                                                 |
| 21-1-2019                                                               | Sharjah                                                                 | Giappone                                                                | 1 – 0                                                                   | Arabia Saudita                                                          | Coppa d'Asia 2019 - Ottavi di finale                                    | -                                                                       | 39’ 90+2’                                                               |
| 1-2-2019                                                                | Abu Dhabi                                                               | Giappone                                                                | 1 – 3                                                                   | Qatar                                                                   | Coppa d'Asia 2019 - Finale                                              | -                                                                       | 62’                                                                     |
| Totale                                                                  |                                                                         | Presenze                                                                | 29                                                                      |                                                                         | Reti                                                                    | 3                                                                       |                                                                         |

## Palmarès

### Club

#### Competizioni nazionali
- Campionato giapponese: 2

Vissel Kōbe: 2023, 2024
- Coppa dell'Imperatore: 1

Vissel Kōbe: 2024

### Individuale
- Squadra del campionato giapponese: 3

2014, 2023, 2024
- Miglior giocatore del campionato giapponese: 1

2024